# Riize
Riize (coréen: 라이즈) est un boys band sud-coréen de K-pop formé en 2023 par SM Entertainment. Le groupe est composé de six membres : Shotaro, Eunseok, Sungchan, Wonbin, Sohee et Anton. Originellement composé de sept membres, Seunghan quitte le groupe en octobre 2024.
En 2023, Riize se voit décerner le prix du meilleur nouvel artiste de l'année aux MelOn Music Awards, aux Seoul Music Awards et aux Circle Chart Music Awards,,.

## Historique

### Formation
En mai 2023, SM Entertainment annonce que Shotaro et Sungchan, jusqu'alors membre de NCT depuis 2020, quitteront le dit groupe pour intégrer le prochain boys band de l'agence,. Il est également annoncé que Eunseok et Seunghan, précédemment présentés au public à travers le projet SM Rookies, intégreront eux aussi ce nouveau boys band. Fin juillet, les sept membres du groupes sont révélés.
En août 2023, en guise de préparation à ses débuts, le groupe présente les titres Siren et Memories. Le 4 septembre 2023, Riize fait officiellement ses débuts avec son premier single intitulé Get A Guitar.
Riize commence sa carrière en ayant signé un partenariat avec le label américain RCA Records dans le but de s'étendre et promouvoir à l'étranger.

### Controverse autour du départ de Seunghan
Le 22 novembre 2023, à la suite de rumeurs en ligne sur le fait qu'il ait été en couple, l'activité de Seunghan dans le groupe est mise en pause. Le 11 octobre 2024, SM Entertainement annonce que Seunghan revient dans le groupe. Deux jours plus tard, à la suite de protestations massives de fans, il est définitivement écarté du groupe, ce qui relance le débat sur le droit à la vie privée des idols.

## Membres
| Nom de scène | Nom de scène | Nom de naissance | Nom de naissance | Date de naissance | Nationalité            |
| Romanisé     | Coréen       | Romanisé         | Cor./Jap.        | Date de naissance | Nationalité            |
| ------------ | ------------ | ---------------- | ---------------- | ----------------- | ---------------------- |
| Shotaro      | 쇼타로       | Osaki Shotaro    | 大﨑将太郎       | 25 novembre 2000  | Japonais               |
| Eunseok      | 은석         | Song Eun-seok    | 송은석           | 19 mars 2001      | Sud-coréen             |
| Sungchan     | 성찬         | Jung Sung-chan   | 정성찬           | 13 septembre 2001 | Sud-coréen             |
| Wonbin       | 원빈         | Park Won-bin     | 박원빈           | 2 mars 2002       | Sud-coréen             |
| Sohee        | 소희         | Lee So-hee       | 이소희           | 21 novembre 2003  | Sud-coréen             |
| Anton        | 앤톤         | Anton Lee        | 앤톤 리          | 21 mars 2004      | Américain / Sud-coréen |

### Ancien membre
- Seunghan (hangeul : 승한 ; né le 2 octobre 2003) - départ officiel en octobre 2024, mais inactif depuis novembre 2023[13].

## Discographie

### Album studio
| Année | Titre   | Détails                                                                 | Classements | Classements | Ventes                                            |
| Année | Titre   | Détails                                                                 | COR         | JAP         | Ventes                                            |
| ----- | ------- | ----------------------------------------------------------------------- | ----------- | ----------- | ------------------------------------------------- |
| 2025  | Odyssey | - Date de sortie : 19 mai 2025 - Labels : SM Entertainment, RCA Records | 1           | 2           | - COR : plus de 1 931 000 - JAP : plus de 129 000 |

### Mini-albums (EP)
| Année | Titre   | Détails                                                                  | Classements | Classements | Ventes                                            |
| Année | Titre   | Détails                                                                  | COR         | JAP         | Ventes                                            |
| ----- | ------- | ------------------------------------------------------------------------ | ----------- | ----------- | ------------------------------------------------- |
| 2024  | Riizing | - Date de sortie : 17 juin 2024 - Labels : SM Entertainment, RCA Records | 2           | 1           | - COR : plus de 1 343 000 - JAP : plus de 102 000 |

#### Réédition
| Année | Titre              | Détails                                                                      | Classements | Classements | Ventes                                         |
| Année | Titre              | Détails                                                                      | COR         | JAP         | Ventes                                         |
| ----- | ------------------ | ---------------------------------------------------------------------------- | ----------- | ----------- | ---------------------------------------------- |
| 2024  | Riizing : Epilogue | - Date de sortie : 3 septembre 2024 - Labels : SM Entertainment, RCA Records | 1           | 2           | - COR : plus de 419 000 - JAP : plus de 34 000 |

### Single album
| Année | Titre        | Détails                                                        | Classements | Classements | Ventes                                           |
| Année | Titre        | Détails                                                        | COR         | JAP         | Ventes                                           |
| ----- | ------------ | -------------------------------------------------------------- | ----------- | ----------- | ------------------------------------------------ |
| 2023  | Get A Guitar | - Date de sortie : 4 septembre 2023 - Label : SM Entertainment | 1           | 2           | - COR : plus de 1 038 000 - JAP : plus de 54 000 |

### Singles
| Année                                                       | Titre          | Meilleures positions | Meilleures positions | Meilleures positions | Album        |
| Année                                                       | Titre          | COR                  | JAP                  | MON Excl. US         | Album        |
| Coréens                                                     | Coréens        | Coréens              | Coréens              | Coréens              | Coréens      |
| ----------------------------------------------------------- | -------------- | -------------------- | -------------------- | -------------------- | ------------ |
| 2023                                                        | Memories       | 99                   | —                    | —                    | Get A Guitar |
| 2023                                                        | Get A Guitar   | 11                   | 98                   | —                    | Get A Guitar |
| 2023                                                        | Talk Saxy      | 68                   | —                    | —                    | Riizing      |
| 2024                                                        | Love 119       | 5                    | 52                   | 127                  | Riizing      |
| 2024                                                        | Siren          | 21                   | —                    | —                    | Riizing      |
| 2024                                                        | Impossible     | 26                   | 66                   | 135                  | Riizing      |
| 2024                                                        | Boom Boom Bass | 17                   | 41                   | 87                   | Riizing      |
| 2025                                                        | Hug            | 41                   | —                    | —                    | Hors album   |
| 2025                                                        | Fly Up         | 8                    | 85                   | —                    | Odyssey      |
| Japonais                                                    |                |                      |                      |                      |              |
| 2024                                                        | Lucky          | —                    | 2                    | —                    | Hors album   |
| "—" indique que le single ne s'est pas classé dans ce pays. |                |                      |                      |                      |              |

## Distinctions
| Prix                      | Année | Catégorie                                                   | Nommé/œuvre            | Résultat   | Réf.   |
| ------------------------- | ----- | ----------------------------------------------------------- | ---------------------- | ---------- | ------ |
| Asian Pop Music Awards    | 2023  | Meilleur nouvel artiste (étranger)                          | Get a Guitar (album)   | Nomination | [ 29 ] |
| Circle Chart Music Awards | 2023  | Rookie de l'année – Nombre d'auditeurs uniques en streaming | Get a Guitar (chanson) | Lauréat    | [ 30 ] |
| Circle Chart Music Awards | 2023  | Prix du choix global Mubeat – Masculin                      | Riize                  | Nomination | [ 30 ] |
| Circle Chart Music Awards | 2023  | Rookie de l'année – Album                                   | Get a Guitar (album)   | Nomination | [ 31 ] |
| Circle Chart Music Awards | 2023  | Rookie de l'année – Streaming global                        | Get a Guitar (chanson) | Nomination | [ 31 ] |
| Dong-A.com's Pick         | 2023  | Prix de l'étoile montante                                   | Riize                  | Lauréat    | [ 32 ] |
| The Fact Music Awards     | 2023  | Prix du nouveau leader                                      | Riize                  | Lauréat    | [ 33 ] |
| Golden Disc Awards        | 2023  | Rookie de l'année                                           | Riize                  | Nomination | [ 34 ] |
| Hanteo Music Awards       | 2023  | Futur artiste international                                 | Riize                  | Lauréat    | [ 35 ] |
| Hanteo Music Awards       | 2023  | Artiste de l'année (Bonsang)                                | Riize                  | Nomination | [ 36 ] |
| Hanteo Music Awards       | 2023  | Rookie de l'année – Masculin                                | Riize                  | Nomination | [ 36 ] |
| iHeartRadio Music Awards  | 2024  | Best New K-pop Artist                                       | Riize                  | Nomination | [ 37 ] |
| Japan Golden Disc Awards  | 2024  | Meilleurs 3 nouveaux artistes                               | Riize                  | Lauréat    | [ 38 ] |
| Korea First Brand Awards  | 2024  | Groupe rookie - Idols masculins                             | Riize                  | Lauréat    | [ 39 ] |
| MAMA Awards               | 2023  | Nouvel artiste favori                                       | Riize                  | Lauréat    | [ 40 ] |
| MAMA Awards               | 2023  | Artiste de l'année                                          | Riize                  | Nomination | [ 41 ] |
| MAMA Awards               | 2023  | Meilleur nouvel artiste masculin                            | Riize                  | Nomination | [ 41 ] |
| MAMA Awards               | 2023  | Top 10 - Choix des fans internationaux                      | Riize                  | Nomination | [ 41 ] |
| Melon Music Awards        | 2023  | Rookie de l'année                                           | Riize                  | Lauréat    | [ 42 ] |
| Melon Music Awards        | 2023  | Prix de la star favorite                                    | Riize                  | Nomination | [ 43 ] |
| Seoul Music Awards        | 2023  | Prix principal (Bonsang)                                    | Riize                  | Lauréat    | [ 44 ] |
| Seoul Music Awards        | 2023  | Rookie de l'année                                           | Riize                  | Lauréat    | [ 44 ] |
| Seoul Music Awards        | 2023  | Prix spécial hallyu                                         | Riize                  | Nomination | [ 45 ] |
| Seoul Music Awards        | 2023  | Prix de la popularité                                       | Riize                  | Nomination | [ 45 ] |